# Bembidion adductum
Bembidion adductum es una especie de escarabajo del género Bembidion, categorizada en la tribu Bembidiini, de la subfamilia Trechinae.

## Distribución
Se distribuye por Estados Unidos.

## Taxonomía
Fue descrita por Casey en 1918.